# Stöckach (Igensdorf)

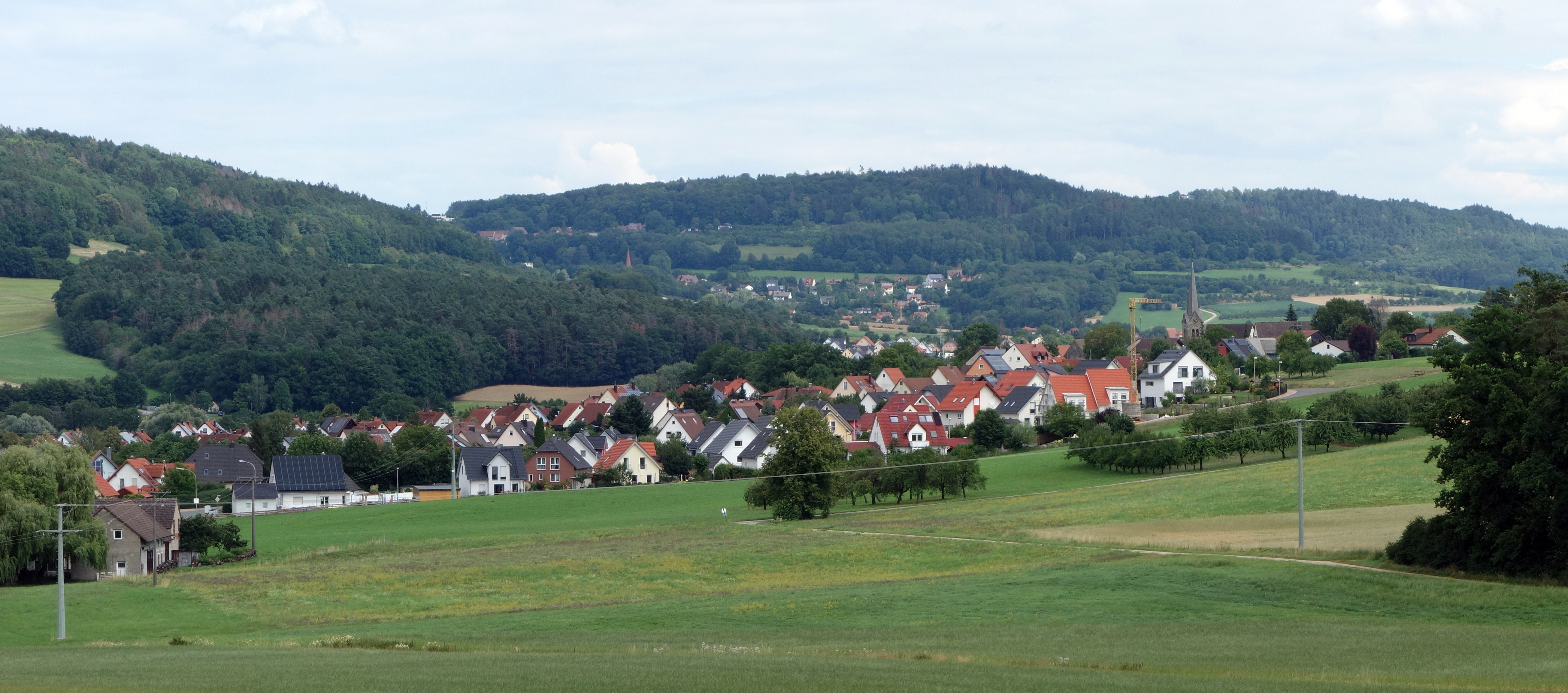
Ein Panorama von Stöckach aus dem Westen

Stöckach ist ein Gemeindeteil des Marktes Igensdorf im Landkreis Forchheim (Oberfranken, Bayern).

## Geografie
Das im Erlanger Albvorland gelegene Dorf befindet sich etwa einen Kilometer südsüdwestlich von Igensdorf und liegt auf einer Höhe von 358 m ü. NHN.

## Geschichte

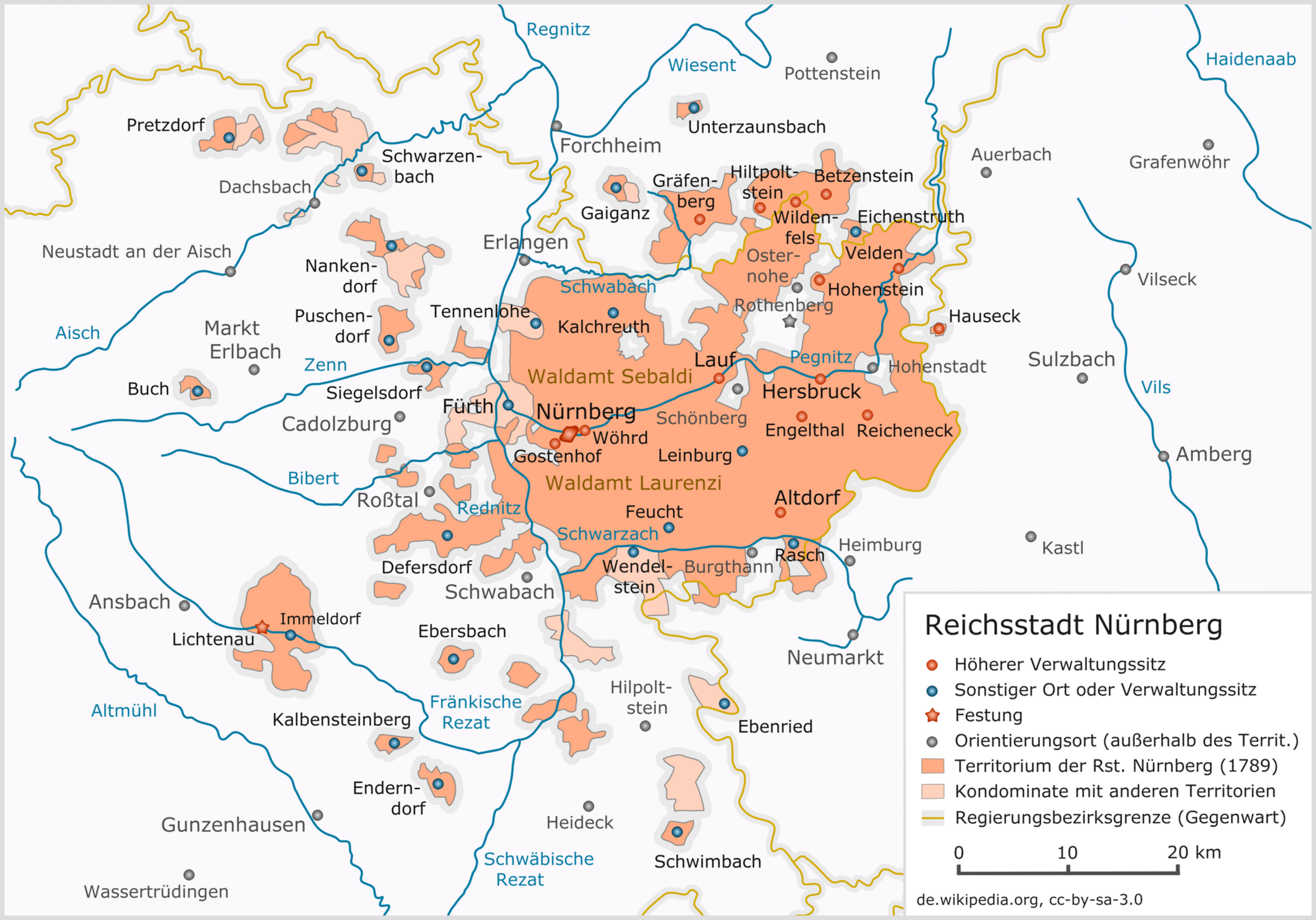
Das Landgebiet der Reichsstadt Nürnberg

Die erste urkundliche Erwähnung von Stöckach fand 1062 unter dem Namen „Stockaha“ statt, weitere Nennungen folgten 1360 als „Stockach“ und später als „Stöckich“, was als Ort eines abgeholzten Waldes zu deuten ist.
Während des Spätmittelalters gelangte Stöckach in den Besitz der Reichsstadt Nürnberg und gehörte damit zur sogenannten Alten Landschaft des nürnbergischen Landgebietes. Die Hochgerichtsbarkeit wurde  bis zum Beginn des 19. Jahrhunderts vom Pflegamt Hiltpoltstein ausgeübt, ebenso auch die Dorf- und Gemeindeherrschaft, die in Franken ausschlaggebend für die Landeshoheit war. Eine tiefgreifende Veränderung für Stöckach ergab sich im Jahr 1806, als die Reichsstadt Nürnberg unter Bruch der Reichsverfassung vom Königreich Bayern annektiert wurde. Zusammen mit dem verbliebenen reichsstädtischen Landgebiet wurde damit auch Stöckach bayerisch.
Durch die Verwaltungsreformen zu Beginn des 19. Jahrhunderts im Königreich Bayern wurde Stöckach mit dem Zweiten Gemeindeedikt im Jahr 1818 zu einer Ruralgemeinde, zu der die beiden Dörfer Oberlindelbach und Unterlindelbach gehörten. Im Zuge der Gebietsreform in Bayern wurde die Gemeinde Stöckach am 1. Januar 1972 nach Igensdorf eingemeindet.

## Verkehr
Die Anbindung an das öffentliche Straßennetz wird hauptsächlich durch die Kreisstraße FO 31 hergestellt, die den Ort direkt mit der etwa einen halben Kilometer östlich von Igensdorf verlaufenden Bundesstraße 2 verbindet. Die Kreisstraße FO 18 führt aus dem Nordosten von Igensdorf nach Stöckach und verläuft in westnordwestlicher Richtung weiter nach Unterlindelbach. Eine Gemeindeverbindungsstraße verbindet den Ort mit dem südwestlich gelegenen Nachbarort Affalterbach.

## Baudenkmäler

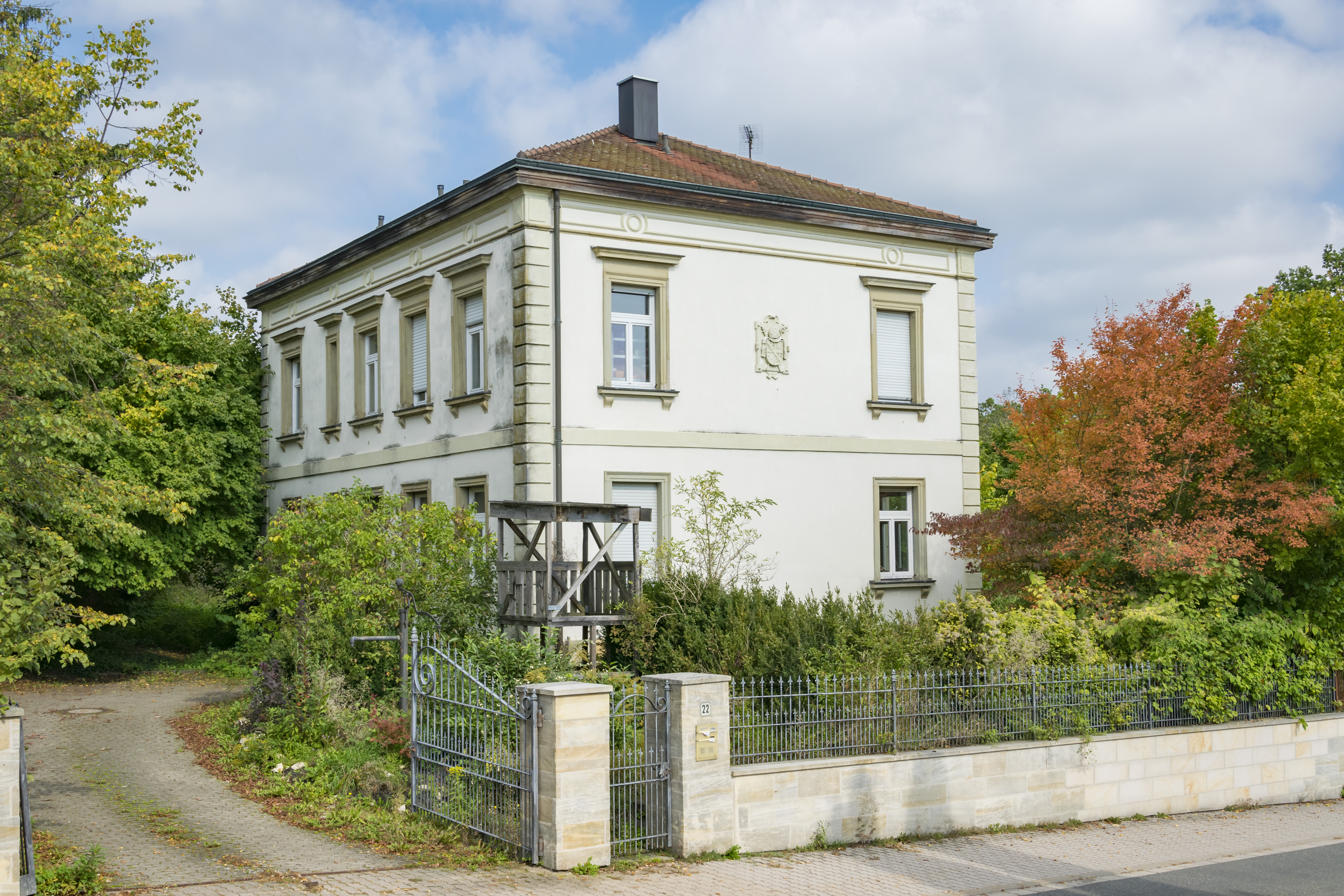
Das Pfarrhaus von Stöckach

In Stöckach befinden sich drei denkmalgeschützte Bauwerke, nämlich die Pfarrkirche St. Ägidius, das zugehörige Pfarrhaus und ein Bauernhaus.